# Wright-Bellanca WB-2
Le Wright-Bellanca WB-2 est un prototype d'avion construit par Giuseppe Mario Bellanca, fondateur de Bellanca Aircraft Company en 1926.
Ce modèle unique, baptisé Columbia, Miss Columbia, et plus tard Maple Leaf, a participé à une série de courses aériennes appelées National Air Races, et a détenu plusieurs records.

## Historique
Fin 1926, Charles Lindbergh était à la recherche d'un avion et a tenté de l'acheter, mais Charles Levine, le principal investisseur de Bellanca, voulait choisir l'équipage pour le vol, condition que Lindbergh refusa. Finalement il acheta un avion Ryan, le Spirit of St. Louis pour effectuer sa traversée de l'Atlantique en solitaire. Levine, à bord du Wright-Bellanca WB-2, effectue la même traversée moins d'un mois plus tard, dans les deux sens.
En 1928, le Bellanca rate une autre opportunité de grande première, celle de la traversée de l'Atlantique par une femme, qui est finalement réalisée par Amelia Earhart sur un Avro Avian.

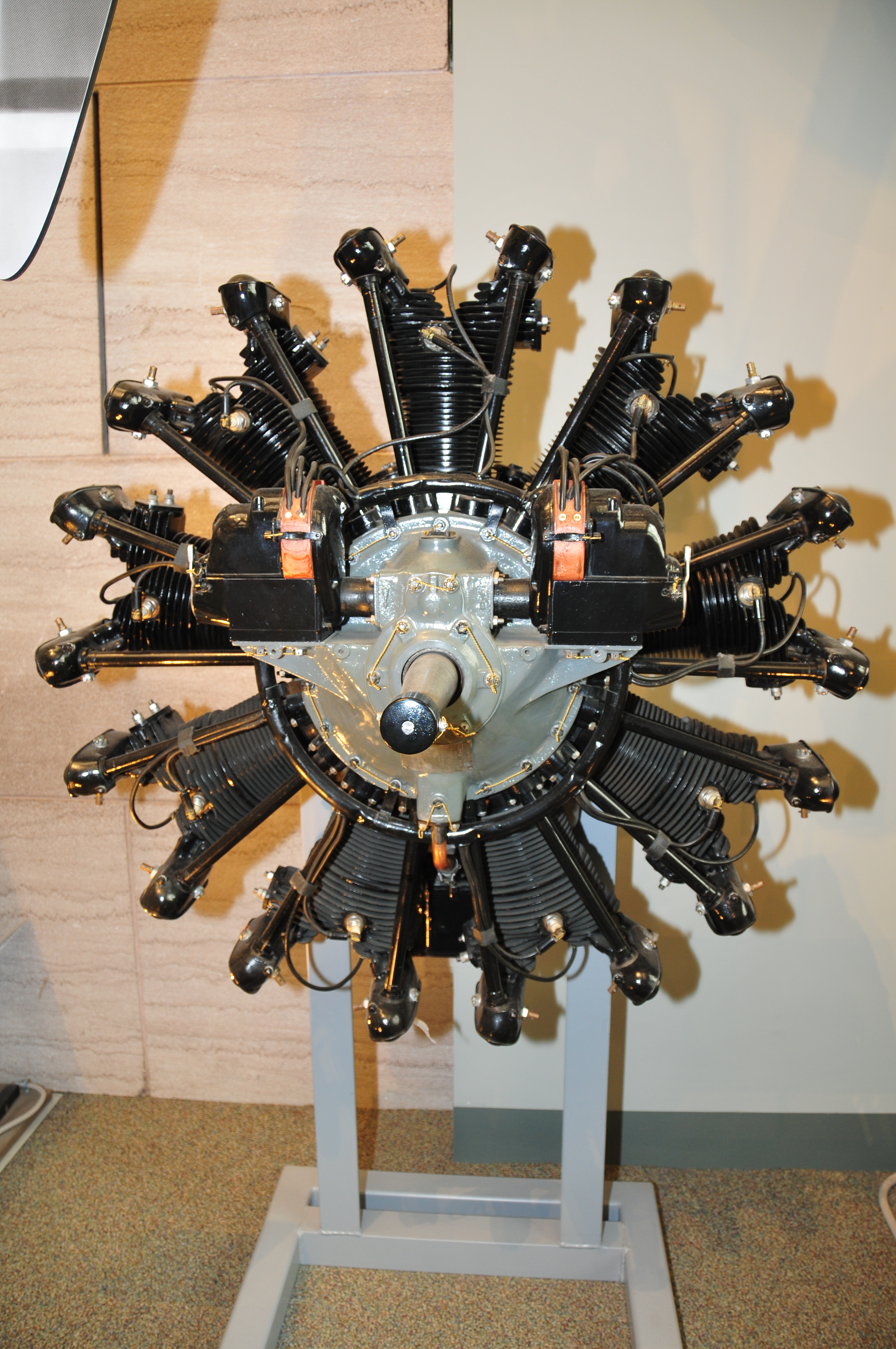
Moteur Wright J-5 Whirlwind

## Records et premières
Le Wright-Bellanca WB-2 a battu plusieurs records.
- Record d'endurance : le 12 avril 1927, il vole pendant 51 heures et 30 minutes[3], piloté par Clarence Chamberlin et Bert Acosta.
- Record de distance : le 4 juin 1927, vol transatlantique entre l'Amérique et Eisleben en Allemagne, 6 285 km en 42 heures et 45 minutes, soit 500 km de plus que Charles Lindbergh lors de sa célèbre traversée en mai 1927.
- Premier avion à avoir traversé l'Atlantique dans les deux sens[4].
- Vol sans escale vers Cuba en mars 1928, entre New York et La Havane.
- Vol entre New York et la Californie en 1929
- Premier vol non-stop entre New York et les Bermudes aller-retour le 29 juin 1930
- Premier vol non-stop entre New York et Hawaï en 1933